# Pietà con due angeli
La Pietà con due angeli è un dipinto di Annibale Carracci, custodito presso il Kunsthistorisches Museum di Vienna.

## Storia

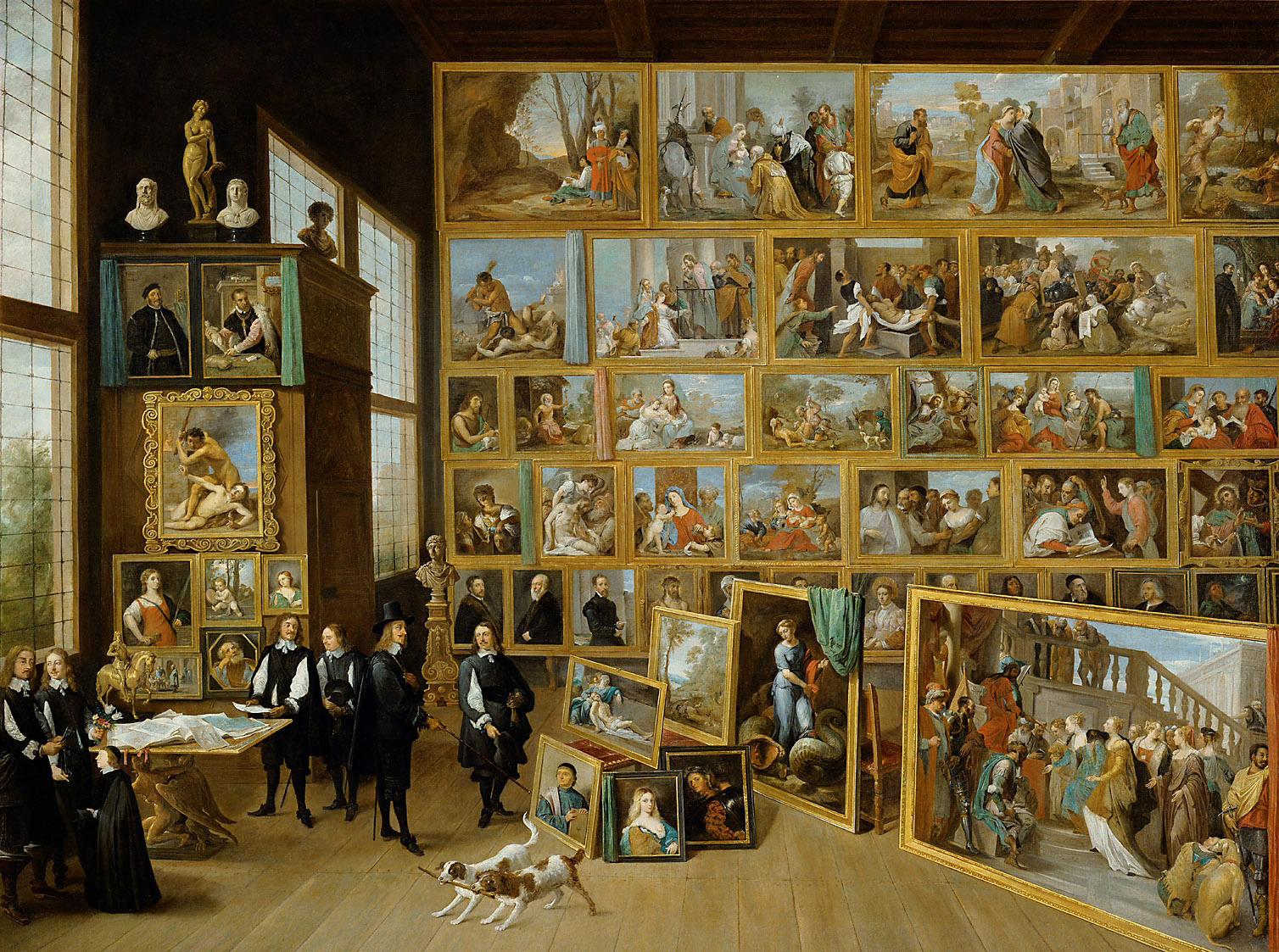
David Teniers il Giovane, La Galleria dell'Arciduca Leopoldo Guglielmo a Bruxelles, 1650-1651, Vienna, Kunsthistorisches Museum

La prima notizia certa su questo dipinto risale al 1659 e ne documenta l'appartenenza alle collezioni dell'Arciduca d'Austria Leopoldo Guglielmo.
Il dipinto in effetti figura nella celebre Galleria dell'Arciduca Leopoldo Guglielmo a Bruxelles (1650-1651), di David Teniers il Giovane, dove sono riprodotte le opere più insigni, in larghissima misura di autori italiani, che Leopoldo Guglielmo aveva raccolto a Bruxelles negli anni in cui ricoprì l'incarico di governatore dei Paesi Bassi. 
Divenuto Arciduca, l'Asburgo portò con sé, a Vienna, questa mirabile collezione, che oggi costituisce parte cospicua delle raccolte del Kunsthistorisches Museum, dove si trova anche il rame di Annibale.
È stato ipotizzato che questa piccola Pietà possa identificarsi con un dipinto citato nel carteggio epistolare di Giulio Mancini – amatore d'arte e medico – che questi riferisce di aver ricevuto direttamente da Annibale Carracci come ricompensa per cure mediche prestate al maestro bolognese nel 1607 (periodo in cui Annibale è già afflitto da quel male oscuro che di lì a poco lo condurrà alla morte).
Per ragioni stilistiche e poiché nel rame viennese sembrano scorgersi citazioni di opere di Annibale più sicuramente databili ai primi anni del Seicento, la Pietà con due angeli è generalmente datata al 1603 (dal che si potrebbe dedurre, se si accetta l'identificazione con il dipinto citato dal Mancini, che Annibale abbia realizzato l'opera per tenerla con sé, e non dietro commissione, e se ne sia disfatto per riconoscenza nei confronti del medico senese o per carenza di altri mezzi per pagarne le prestazioni).

## Descrizione e stile
All'omaggio al Compianto Del Bono di Correggio – opera tante volte citata da Annibale, praticamente lungo tutto l'arco della sua carriera artistica – si aggiunge il riferimento classico derivante dalla statua di Arianna dormiente, ora agli Uffizi, ma un tempo a Roma presso la Villa dei Medici sul Pincio. Scultura già citata da Annibale nella Venere dormiente con amorini, eseguita nel 1602, e da cui probabilmente derivano la posizione reclinata della testa del Cristo e l'espressione di abbandono sul suo volto. 
Gesù morto giace a terra, steso sul sudario e poggia le spalle e il capo sul grembo di Maria, svenuta per il dolore. Due cherubini sostengono la Vergine e a loro volta piangono disperati. Tutto si staglia contro un fondo bruno (il sepolcro ove Cristo sta per essere inumato), interrotto solo da un breve scorcio paesaggistico associabile alla lunetta del Paesaggio con la fuga in Egitto, realizzata da Annibale per il Palazzo Aldobrandini. 
Sulla lastra tombale vi sono alcuni strumenti della Passione, i chiodi e la corona di spine, ancora intrisi del sangue di Gesù. 
Mirabile in questo rame è la capacità di Annibale di costruire una scena di impianto monumentale pur nelle dimensioni così ridotte del dipinto.
Riprova dell’apprezzamento della piccola Pietà viennese è data sia dalle copie che dalle incisioni che ne furono tratte. Tra le prime, la migliore si ritiene sia quella di collezione privata, attribuita alla cerchia dello stesso Annibale (tra il  Lanfranco e il  Badalocchio), mentre delle tre incisioni conosciute si segnalano quelle di Frans van der Steen e di Cornelis Caukercken.
Lo stesso Annibale sarebbe tornato poco dopo sul tema con un dipinto, la Pietà con le tre Marie, che ha molte assonanze con il rame del Kunsthistorisches.

## Galleria d'immagini
I riferimenti della Pietà di Vienna.

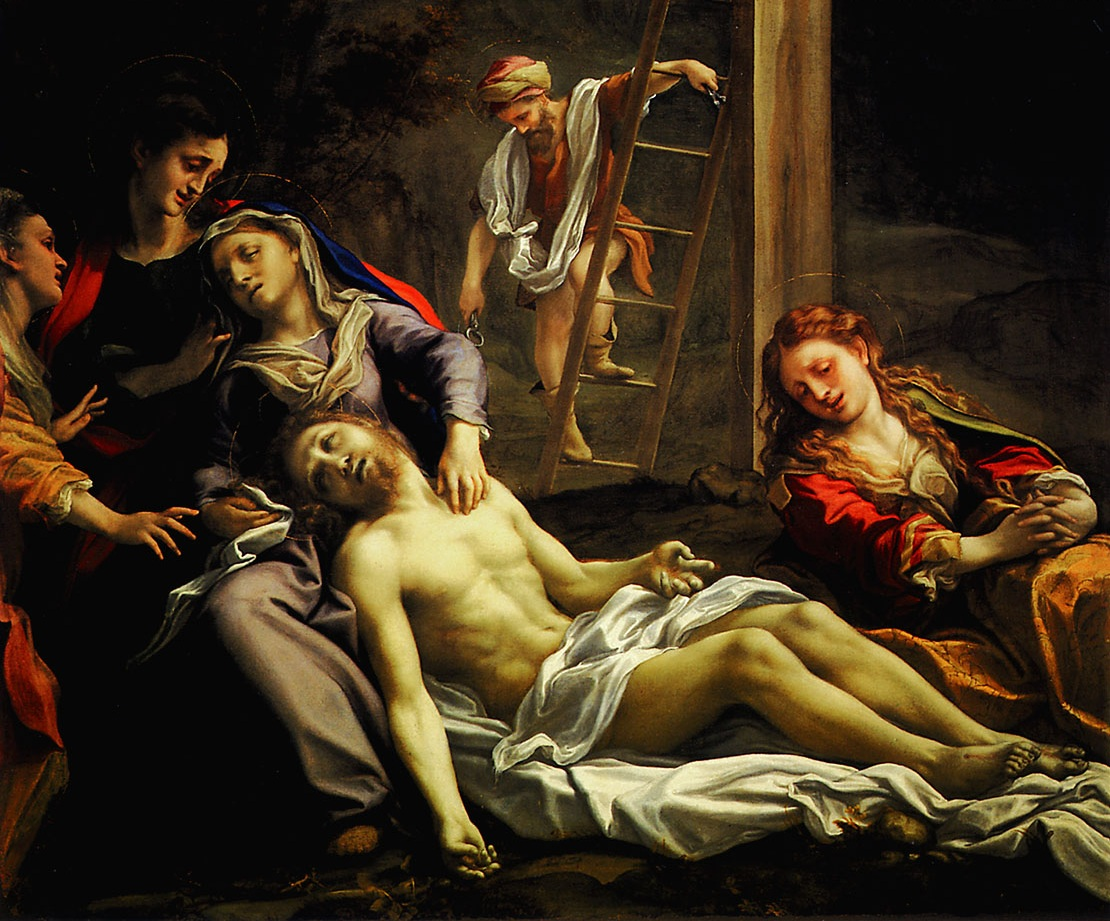
Antonio Allegri, Compianto Del Bono, 1524 circa, Parma, Galleria nazionale
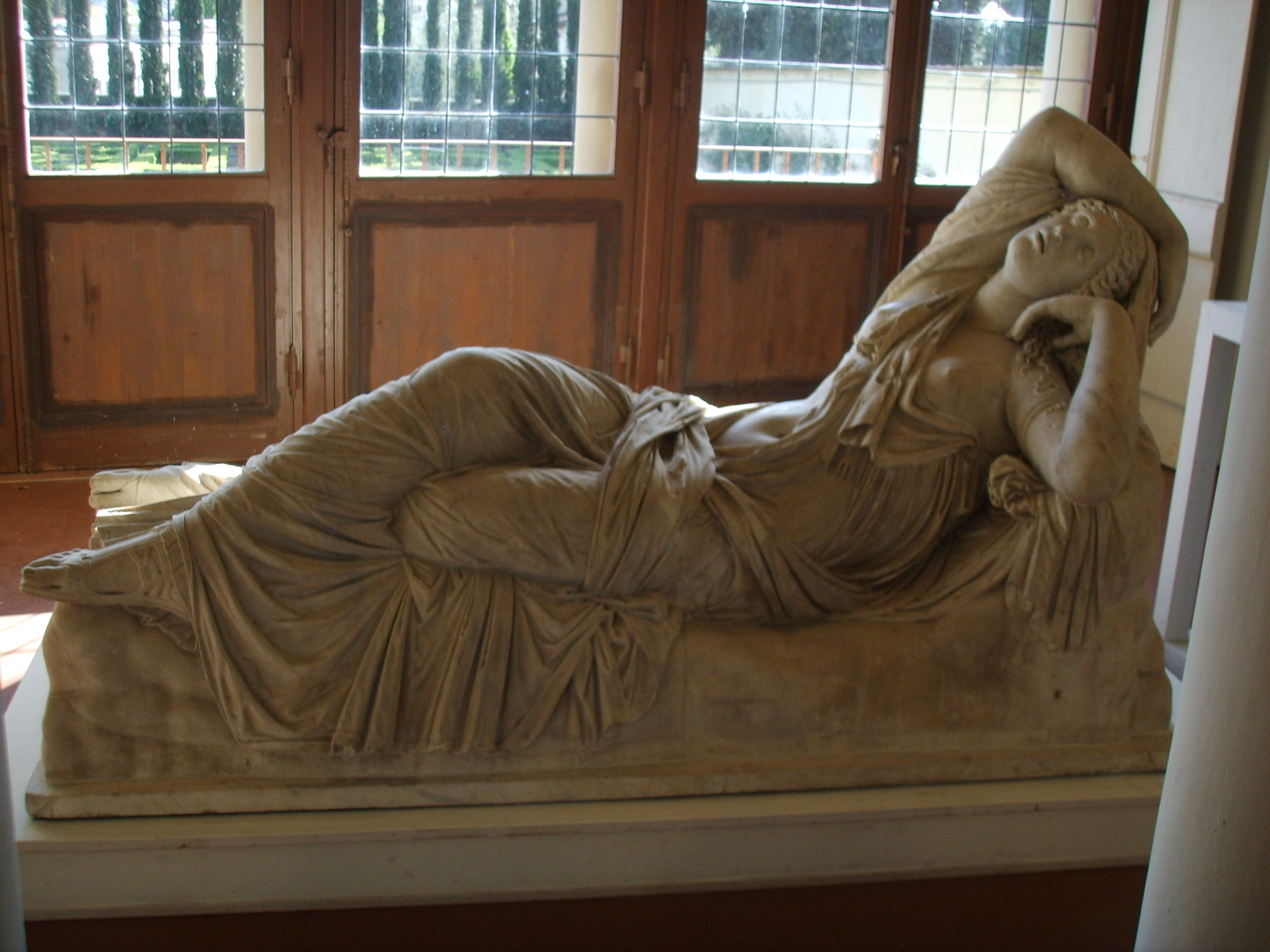
Arianna dormiente, III secolo d.C., Firenze, Uffizi